# Thomas Selfridge
Thomas Etholen Selfridge (San Francisco (Californië), 8 februari 1882 - Fort Myer (Virginia), 17 september 1908) was eerste luitenant in het Amerikaanse leger en de eerste persoon die verongelukte bij een crash met een motorisch aangedreven vliegtuig.  

## Levensloop
Selfridge studeerde af aan de militaire academie van West Point in 1903.
Na zijn aanstelling als officier werd hij toegewezen aan de Aeronautical Division, U.S. Signal Corps in Fort Myer, Virginia. Daar was hij een van de drie piloten die een opleiding volgden voor het luchtschip Dirigible Number One, aangekocht in 1908 van Thomas Scott Baldwin.  Hij was tevens de vertegenwoordiger van de Amerikaanse regering in de Aerial Experiment Association, die werd voorgezeten door Alexander Graham Bell, en werd hiervoor de eerste secretaris.
Selfridge maakte zijn eerste vlucht op 6 december 1907 met een vierzijdige vlieger,  de Cygnet van Alexander Graham Bell, gemaakt van 3393 gevleugelde cellen. Deze voerde hem naar een hoogte van 51 meter boven Bras d'Or Lake in Nova Scotia, Canada bij een vluchtduur van 7 minuten. Dit was de eerste vastgelegde vlucht in Canada waarbij een passagier werd meegevoerd die zwaarder was dan het vliegtuig zelf. Hij vloog ook met een vlieger die werd gebouwd door de Canadese ingenieur Frederick W. Baldwin, op een hoogte van 3 voet en over een afstand van 100 voet. 
Selfridge ontwierp de Red Wing, het eerste aangedreven vliegtuig van de Aerial Experiment Association.  Op 12 maart 1908, racete de Red Wing, gevlogen door Frederick W. Baldwin, over het bevroren Keuka Lake nabij Hammondsport, New York op runners, en vloog in feite over een afstand van 97,2 meter, waarna hij crashte. De Red Wing werd vernietigd tijdens een crash tijdens zijn tweede vlucht op 17 maart, 1908, waarbij alleen de motor kon worden geborgen.
In augustus 1908, werd Selfridge en de luitenants Frank P. Lahm en Benjamin Foulois geïnstrueerd om een bestuurbaar luchtschip te vliegen, aangekocht door het Amerikaanse Leger.  Dit luchtschip moest volgens plan naar een tentoonstelling in de Missouri State Fair, in St. Joseph, Missouri vliegen, met Foulois en Selfridge als piloten. Het leger had echter bij wijze van proef besloten om ook een vliegtuig van de gebroeders Wright te kopen en had, alvorens tot aankoop over te gaan,  hiervoor enkele tests ingepland.  Selfridge was zeer geïnteresseerd in het vliegtuig en kreeg een uitnodiging voor het bijwonen van de tests en reisde naar Fort Myer in Virginia.

## De fatale crash

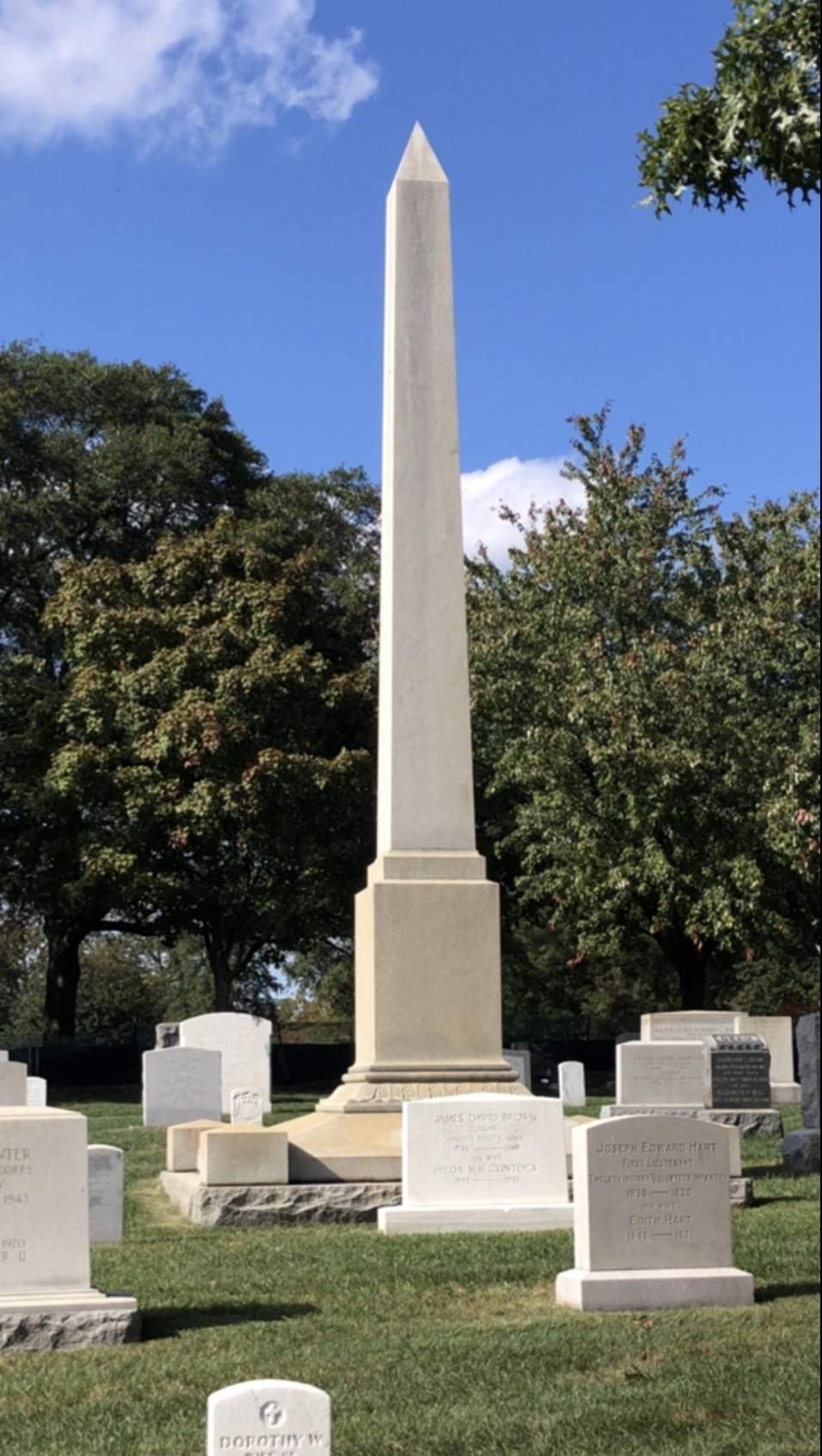

Toen Orville Wright naar Fort Myer kwam om zijn Wright Flyer te demonstreren voor het Amerikaanse Leger, kon Selfridge geregeld krijgen om als passagier mee te vliegen in het door Orville bestuurde vliegtuig. Op 17 september 1908 cirkelde de Wright Flyer 4½ keer over Fort Myer op een hoogte van 46 meter. Halfweg de vijfde ronde brak de rechter propeller, doordat deze door vibraties verstrikt raakte met het draadwerk van het vliegtuigframewerk. De voortstuwingskracht ging hierdoor verloren en de machine geraakte met zijn neus in een neerwaartse duik. Orville schakelde de motor uit en kreeg het vliegtuig in een glijvlucht van ongeveer 75 voet, maar uiteindelijk boorde het zich toch met zijn neus in de grond. 
Toen het vliegtuig de grond raakte werden Selfridge en Wright tegen het overgebleven draadwerk gedrukt.  Selfridge smakte ook tegen de houten delen van het framewerk, waarbij zijn schedel werd verbrijzeld. Hij onderging neurochirurgie in het basisziekenhuis, maar stierf nog diezelfde avond zonder nog bij kennis te zijn geweest. Hij was toen 26 jaar. Orville Wright liep een aantal ernstige verwondingen op, waaronder een gebroken linker dij, diverse gebroken ribben en een beschadigde heup, en moest zeven weken in het ziekenhuis worden opgenomen.
Thomas Selfridge werd begraven op de Amerikaanse Militaire begraafplaats Arlington National Cemetery in Section 3, Lot 2158, Grid QR-13/14.